# Sudirman Cup 2011
Surdirman Cup 2011 var den 12. udgave af Sudirman Cup – verdensmesterskabet i badminton for mixed landshold. Mesterskabet blev arrangeret af Badminton World Federation og afviklet i Qingdao, Kina i perioden 22. – 29. maj 2011. Kina var vært for Sudirman Cup for tredje gang. De første to gange var i 2005 og 2009, hvor mesterskabet blev spillet i Beijing hhv. Guangzhou. Qingdao var Sudirman Cup-værtsby for første gang.
Mesterskabet blev afviklet i fire niveauer, hvor det kun var de 12 hold i det øverste niveau, der havde mulighed for at vinde selve Sudirman Cup-pokalen. I de øvrige niveauer spillede holdene om op- og nedrykning mellem niveauerne til næste Sudirman Cup.
Sudirman Cup-pokalen blev vundet af Kina, som i finalen besejrede Danmark med 3-0. Det var fjerde gang i træk (og ottende gang i alt), at kineserne sikrede sig Sudiman Cup-mesterskabet. Danmarks sølvmedaljer var en tangering af holdets hidtil bedste placering (andenpladsen fra 1999 på hjemmebane). Bronzemedaljerne gik til de tabende semifinalister fra Sydkorea og Indonesien.

## Hold
33 hold var tilmeldt mesterskabet, og seedningerne til turneringen blev offentliggjort den 9. marts 2011. Seedningerne var baseret på spillernes verdensranglistepoint, og ud fra disse blev holdene inddelt i fire niveauer med tolv hold i det højeste niveau, derefter otte hold i de næste to niveauer og til sidste fem hold i niveau 4.
| Niveau 1 | Niveau 2                                                                             | Niveau 3                                                                                       | Niveau 4                                                         |
| --- | ------------------------------------------------------------------------------------ | ---------------------------------------------------------------------------------------------- | ---------------------------------------------------------------- |
| 1. Kina 2. Danmark 3. Indonesien 4. Taiwan 5. Sydkorea 6. Malaysia 7. Thailand 8. Japan 9. Tyskland 10. Indien 11. England 12. Rusland | 1. Hongkong 2. Holland 3. Frankrig 4. Canada 5. Polen 6. Singapore 7. USA 8. Ukraine | 1. Bulgarien 2. Peru 3. Vietnam 4. Tjekkiet 5. Sverige 6. Australien 7. Sydafrika 8. Slovakiet | 1. Filippinerne 2. Sri Lanka 3. Island 4. Israel 5. Seychellerne |

## Niveau 1
De tolv hold var inddelt i fire grupper med tre hold, der spillede enkeltturnering alle-mod-alle. De to bedste hold fra hver gruppe gik videre til kvartfinalerne.

### Indledende runde

#### Gruppe A
| Dato  | Holdkamp         | Res. |
| ----- | ---------------- | ---- |
| 22.5. | Kina - Tyskland  | 4-1  |
| 23.5. | Japan - Tyskland | 4-1  |
| 24.5. | Kina - Japan     | 5-0  |

| Hold     | Holdk. | Kampe | Sæt   | Point   | Sejre |
| -------- | ------ | ----- | ----- | ------- | ----- |
| Kina     | 2      | 9-1   | 18-20 | 414-276 | 2     |
| Japan    | 2      | 4-6   | 09-14 | 397-438 | 1     |
| Tyskland | 2      | 2-8   | 06-17 | 363-460 | 0     |

#### Gruppe B
| Dato  | Holdkamp              | Res. |
| ----- | --------------------- | ---- |
| 22.5. | Indonesien - Rusland  | 4-1  |
| 23.5. | Malaysia - Rusland    | 4-1  |
| 25.5. | Indonesien - Malaysia | 3-2  |

| Hold       | Holdk. | Kampe | Sæt   | Point   | Sejre |
| ---------- | ------ | ----- | ----- | ------- | ----- |
| Indonesien | 2      | 7-3   | 14-60 | 385-317 | 2     |
| Malaysia   | 2      | 6-4   | 12-90 | 396-341 | 1     |
| Rusland    | 2      | 2-8   | 05-16 | 310-433 | 0     |

#### Gruppe C
| Dato  | Holdkamp          | Res. |
| ----- | ----------------- | ---- |
| 22.5. | Taiwan - Indien   | 3-2  |
| 23.5. | Thailand - Indien | 2-3  |
| 24.5. | Taiwan - Thailand | 3-2  |

| Hold     | Holdk. | Kampe | Sæt   | Point   | Sejre |
| -------- | ------ | ----- | ----- | ------- | ----- |
| Taiwan   | 2      | 6-4   | 13-80 | 385-346 | 2     |
| Indien   | 2      | 5-5   | 10-13 | 400-431 | 1     |
| Thailand | 2      | 4-6   | 10-12 | 386-394 | 0     |

#### Gruppe D
| Dato  | Holdkamp           | Res. |
| ----- | ------------------ | ---- |
| 22.5. | Danmark - England  | 5-0  |
| 23.5. | Sydkorea - England | 4-1  |
| 25.5. | Danmark - Sydkorea | 2-3  |

| Hold     | Holdk. | Kampe | Sæt   | Point   | Sejre |
| -------- | ------ | ----- | ----- | ------- | ----- |
| Sydkorea | 2      | 7-3   | 16-90 | 506-423 | 2     |
| Danmark  | 2      | 7-3   | 15-10 | 476-460 | 1     |
| England  | 2      | 1-9   | 06-18 | 390-489 | 0     |

### Kvartfinaler, semifinaler og finale
| Dato         | Tid   | Kamp                 | Res. |
| ------------ | ----- | -------------------- | ---- |
| Kvartfinaler |       |                      |      |
| 26.5.        | 19:00 | Sydkorea – Malaysia  | 3–2  |
| 26.5.        | 19:30 | Kina – Indien        | 3–1  |
| 27.5.        | 19:00 | Danmark – Taiwan     | 3–1  |
| 27.5.        | 19:10 | Japan – Indonesien   | 2–3  |
| Semifinaler  |       |                      |      |
| 28.5.        | 13:00 | Kina – Sydkorea      | 3–1  |
| 28.5.        | 19:00 | Danmark – Indonesien | 3–1  |
| Finale       |       |                      |      |
| 29.5.        | 19:30 | Kina – Danmark       | 3–0  |

|  | Kvartfinaler | Kvartfinaler | Kvartfinaler |         |       | Semifinaler | Semifinaler | Semifinaler |  |  | Finale | Finale | Finale |
|  |              |              |              |         |       |             |             |             |  |  |        |        |        |
|  | D1           | Sydkorea     | 3            |         |       |             |             |             |  |  |        |        |        |
|  | B2           | Malaysia     | 2            |         |       |             |             |             |  |  |        |        |        |
|  | B2           | Malaysia     | 2            |         | D1    | Sydkorea    | 1           |             |  |  |        |        |        |
|  |              |              |              |         | D1    | Sydkorea    | 1           |             |  |  |        |        |        |
|  |              | A1           | Kina         | 3       |       |             |             |             |  |  |        |        |        |
|  | A1           | A1           | Kina         | 3       | Kina  | 3           |             |             |  |  |        |        |        |
|  | A1           |              |              |         | Kina  | 3           |             |             |  |  |        |        |        |
|  | C2           | Indien       | 1            |         |       |             |             |             |  |  |        |        |        |
|  |              |              |              |         |       |             |             |             |  |  | A1     | Kina   | 3      |
|  |              |              | D2           | Danmark | 0     |             |             |             |  |  |        |        |        |
|  | D2           | Danmark      | 3            |         |       |             |             |             |  |  |        |        |        |
|  | C1           | Taiwan       | 1            |         |       |             |             |             |  |  |        |        |        |
|  | C1           | Taiwan       | 1            |         | D2    | Danmark     | 3           |             |  |  |        |        |        |
|  |              |              |              |         | D2    | Danmark     | 3           |             |  |  |        |        |        |
|  |              | B1           | Indonesien   | 1       |       |             |             |             |  |  |        |        |        |
|  | A2           | B1           | Indonesien   | 1       | Japan | 2           |             |             |  |  |        |        |        |
|  | A2           |              |              |         | Japan | 2           |             |             |  |  |        |        |        |
|  | B1           | Indonesien   | 3            |         |       |             |             |             |  |  |        |        |        |

### Medaljevindere
| Guld | Sølv | Bronze | Bronze |
| --- | --- | --- | --- |
| Kina | Danmark | Sydkorea | Indonesien |
| Bao Chunlai Cai Yun Chai Biao Chen Long Fu Haifeng Guo Zhendong Lin Dan Tao Jiaming Xu Chen Zhang Nan Cheng Shu Ma Jin Pan Pan Tian Qing Wang Shixian Wang Xiaoli Wang Xin Wang Yihan Yu Yang Zhao Yunlai | Mathias Boe Mads Conrad-Petersen Peter Gade Jan Ø. Jørgensen Thomas Laybourn Carsten Mogensen Joachim Fischer Nielsen Jonas Rasmussen Tine Baun Karina Jørgensen Kamilla Rytter Juhl Line Kruse Christinna Pedersen Marie Røpke | Jung Jae Sung Ko Sung Hyun Lee Hyun-il Lee Yong-dae Park Sung-hwan Shon Wan Ho Yoo Yeon Seong Bae Toun Joo Ha Jung Eun Jang Ye Na Jung Kyung-eun Kim Min Jung Kim Moon Hi Sung Ji Hyun | Tontowi Ahmad Mohammad Ahsan Alvent Yulianto Chandra Hendra Aprida Gunawan Taufik Hidayat Dionysius Hayom Rumbaka Simon Santoso Bona Septano Fran Kurniawan Teng Liliyana Anneke Feinya Agustine Pia Zebadiah Bernadet Adriyanti Firdasari Meiliana Jauhari Nitya Krishinda Maheswari Greysia Polii Debby Susanto Linda Wenifanetri |

## Niveau 2
De otte hold var inddelt i to grupper med fire hold, der spillede alle-mod-alle. Det bedste hold fra hver gruppe gik videre til oprykningskampen om en oprykningsplads til niveau 1. De to toere gik videre til kampen om tredjepladsen i niveau 2. De to treere gik videre til kampen om femtepladsen, mens de to firere måtte tage til takke med at spille om syvendepladsen og undgå at rykke ned i niveau 3.
| Gruppe A | Holdk. | Kampe | Sæt   | Point   | Sejre |
| -------- | ------ | ----- | ----- | ------- | ----- |
| Frankrig | 3      | 10-50 | 21-12 | 622-570 | 3     |
| Hongkong | 3      | 9-6   | 19-13 | 602-510 | 2     |
| Ukraine  | 3      | 05-10 | 14-21 | 603-661 | 1     |
| Polen    | 3      | 6-9   | 13-21 | 548-634 | 0     |

| Placeringskampe | Placeringskampe      | Placeringskampe |
| Dato            | Holdkamp             | Res.            |
| --------------- | -------------------- | --------------- |
| 27.5.           | Frankrig - Singapore | 1-3             |
| 27.5.           | Hongkong - Canada    | 3-2             |
| 27.5.           | Ukraine - USA        | 3-2             |
| 27.5.           | Polen - Holland      | 3-2             |

| Gruppe B  | Holdk. | Kampe | Sæt   | Point   | Sejre |
| --------- | ------ | ----- | ----- | ------- | ----- |
| Singapore | 3      | 13-20 | 27-70 | 679-508 | 3     |
| Canada    | 3      | 6-9   | 13-20 | 553-632 | 2     |
| USA       | 3      | 7-8   | 17-18 | 627-610 | 1     |
| Holland   | 3      | 04-11 | 12-24 | 579-688 | 0     |

## Niveau 3
De otte hold var inddelt i to grupper med fire hold, der spillede alle-mod-alle. Det bedste hold fra hver gruppe gik videre til oprykningskampen om en oprykningsplads til niveau 2. De to toere gik videre til kampen om tredjepladsen i niveau 3. De to treere gik videre til kampen om femtepladsen, mens de to firere måtte tage til takke med at spille om syvendepladsen og undgå at rykke ned i niveau 4.
| Gruppe A   | Holdk. | Kampe | Sæt   | Point   | Sejre |
| ---------- | ------ | ----- | ----- | ------- | ----- |
| Australien | 3      | 13-20 | 26-40 | 617-378 | 3     |
| Tjekkiet   | 3      | 9-6   | 18-15 | 617-598 | 2     |
| Peru       | 3      | 7-8   | 18-16 | 601-620 | 1     |
| Slovakiet  | 3      | 01-14 | 02-29 | 402-641 | 0     |

| Placeringskampe | Placeringskampe       | Placeringskampe |
| Dato            | Holdkamp              | Res.            |
| --------------- | --------------------- | --------------- |
| 27.5.           | Australien - Sverige  | 2-3             |
| 27.5.           | Tjekkiet - Vietnam    | w.o.            |
| 27.5.           | Peru - Sydafrika      | 2-3             |
| 27.5.           | Slovakiet - Bulgarien | 1-3             |

| Gruppe B  | Holdk. | Kampe | Sæt   | Point   | Sejre |
| --------- | ------ | ----- | ----- | ------- | ----- |
| Sverige   | 3      | 12-30 | 25-60 | 624-465 | 3     |
| Vietnam   | 3      | 12-30 | 24-90 | 657-537 | 2     |
| Sydafrika | 3      | 04-11 | 10-24 | 540-679 | 1     |
| Bulgarien | 3      | 02-13 | 07-27 | 531-671 | 0     |

## Niveau 4
De fem hold spillede alle-mod-alle. Vinderen af gruppe, Sri Lanka sikrede sig oprykning til niveau 3.
| Hold         | Holdk. | Kampe | Sæt   | Point   | Sejre |
| ------------ | ------ | ----- | ----- | ------- | ----- |
| Sri Lanka    | 4      | 17-30 | 25-80 | 849-654 | 4     |
| Filippinerne | 4      | 14-60 | 29-16 | 870-757 | 3     |
| Island       | 4      | 13-70 | 30-16 | 859-745 | 2     |
| Israel       | 4      | 06-14 | 14-28 | 666-763 | 1     |
| Seychellerne | 4      | 00-20 | 00-40 | 522-847 | 0     |